# Paul von Zitzewitz
Paul Gneomar Karl Adolf von Zitzewitz (* 7. April 1843 in Langeböse; † 16. November 1906 in Berlin) war ein deutscher Rittergutsbesitzer und Parlamentarier.

## Leben
Seine Eltern waren der Rittergutsbesitzer Julius August von Zitzewitz (* 24. Mai 1802; † 19. September 1882) und dessen Ehefrau Cölestine Erdmuthe von der Marwitz (* 21. November 1819; † 25. Februar 1847).
Paul von Zitzewitz studierte an der Friedrich-Wilhelms-Universität zu Berlin und der Rheinischen Friedrich-Wilhelms-Universität Bonn Rechts- und Staatswissenschaften. 1865 wurde er im Corps Vandalia Berlin und im Corps Guestphalia Bonn recipiert. Nach dem Studium war er bis 1870 im Justizdienst tätig. Anschließend war er bis 1895 Verwalter seines Ritterguts in Langeböse bei Lauenburg in Pommern, welches er dann an Herbert von Massow verkaufen musste. Zuletzt lebte er in Berlin. 
1879–1885 vertrat v. Zitzewitz als Abgeordneter den Wahlkreis Köslin 1 (Lauenburg, Bütow, Stolp) im Preußischen Abgeordnetenhaus. Er gehörte der Fraktion der Konservativen Partei an.
Er heiratete am 11. März 1873 in Potsdam die Gräfin Editha Frieda Ursula von Itzenplitz (* 14. Dezember 1842; † 31. Januar 1895). Die Ehe blieb kinderlos.